# Ben Burtt
Benjamin Burrt jr. (Jamesville, 12 juli 1948) is een Amerikaanse geluidsontwerper, editor, scenarioschrijver en stemacteur. Als geluidsontwerper werkte hij onder andere aan de Star Wars- en Indiana Jones-films, Invasion of the Body Snatchers, E.T. the Extra-Terrestrial, WALL-E, Star Trek uit 2009 en Super 8.  
Ben Burtt staat vooral bekend als de populair maken van de grap de wilhelmschreeuw. Maar ook vanwege het bedenken van iconische Star Wars geluiden, zoals de lichtzwaard-geluiden, het schieten van de blastorgeweren, het ademen van Darth Vader, de schreeuwen van Chewbacca en de taal van de ewoks. Ook sprak Ben Burtt de stem in van verschillende robots zoals R2-D2 en WALL-E.
Burtt won vier Acadamy Awards voor beste geluid in Indiana Jones and the Last Crusade, E.T. the Extra-Terrestrial, Raiders of the Lost Ark en Star Wars: Episode IV - A New Hope.

## Filmografie
Een selectie van de filmografie van Ben Burtt: